# Schweizer Rüstungsexport
Der Schweizer Rüstungsexport ist Aussenhandel von Unternehmen und Konsortien der Rüstungsindustrie aus der Schweiz mit Rüstungsgütern und Kriegswaffen. In der Schweiz bedarf der Export von Kriegsgütern einer Genehmigung des Schweizer Bundesrates.
Das Volumen der exportierten allgemeine Rüstungsgüter betrug im Jahr 2017 446,8 Millionen Franken – 8 % mehr als im Vorjahr, das sind 0,15 Prozent des gesamten Aussenhandels der Schweiz. In den Jahren 2018, 2019 und 2020 ist das Volumen weiter gestiegen, auf 510, 728 beziehungsweise 901 Millionen Franken. Im Jahr 2021 sind die Rüstungsexporte auf 742,8 Millionen Franken gesunken, bevor sie 2022 um 30 Prozent auf den Rekordwert von 955 Millionen Franken anstiegen.

## Geschichte
Im Juni 1972 wurde das Kriegsmaterialgesetz vom Eidgenössischen Parlament verabschiedet. Das Gesetz war als Reaktion auf die Volksinitiative für vermehrte Rüstungskontrolle und ein Waffenausfuhrverbot entstanden, welche wiederum auf den Bührle-Skandal zurückging, als im Jahr 1968 in Nigeria mit Schweizer Geschützen auf Hilfsflugzeuge des IKRK geschossen worden wurde. Das Gesetz verbot den Export von Waffen in Länder, in welchen ein bewaffneter Konflikt herrschte, auszubrechen drohte oder Spannungen herrschten.
In den Jahren 1996 und 2008 wurde das Gesetz – beide Male wieder im Vorfeld von Volksinitiativen – verschärft.
2014 beschloss der Nationalrat mit 94 zu 93 Stimmen eine Lockerung für den Rüstungsexport. Bis dahin durften Schweizer Unternehmen Rüstungsgüter nicht in Länder liefern, in denen «Menschenrechte systematisch und schwerwiegend verletzt werden». Seitdem sind entsprechende Exporte nur verboten, wenn ein hohes Risiko besteht, dass die Schweizer Waffen für Menschenrechtsverletzungen genutzt werden.
Im Jahr 2018 wurde die Lockerung ausgeweitet selbst auf Staaten, in welchen ein Konflikt herrscht, wenn «kein Grund zur Annahme besteht», dass das Kriegsmaterial im Konflikt verwendet würde.
Am 21. Juni 2018 reichte die GSoA eine Volksinitiative gegen Kriegsgeschäfte ein, welche sich aber primär gegen Finanzierungen richtet.
Im Dezember 2018 erfolgte die Lancierung der Eidgenössische Volksinitiative «Gegen Waffenexporte in Bürgerkriegsländer (Korrektur-Initiative)».
Am 26. Oktober 2022 verlangte das Bundesministerium der Verteidigung vom Eidgenössisches Department für Verteidigung eine Re-Exportgenehmigung für entsprechende in der Schweiz hergestellte 35-Millimeter-Munition, welche im Russisch-Ukrainischen Krieg für den Gepard eingesetzt werden. Die Schweizer Bundesrätin Viola Amherd lehnte diesen Antrag jedoch ab weil die Schweiz kein Kriegsmaterial an aktive Krisenherde exportieren kann.

## Empfängerländer

### 2017
2017 wurde in 64 Staaten geliefert. Die wichtigsten Empfänger waren:
 Deutschland
 Thailand
 Brasilien
 Südafrika

### 2016
Ägypten – Flugabwehrsysteme
 Bahrain – Flugabwehrsysteme
 Deutschland – nicht näher genannte Güter
 Saudi-Arabien – Flugabwehrsysteme
 Südafrika – nicht näher genannte Güter
 Vereinigte Staaten – nicht näher genannte Güter
 Vereinigte Arabische Emirate – Flugabwehrsysteme

## Firmen mit Ausfuhrbewilligungen
Die Journalisten Jan Jirat und Kaspar Surber haben mit dem Öffentlichkeitsgesetz vor Bundesgericht eine Herausgabe der Ausfuhrbewilligungen gegen den Widerstand des Staatssekretariat für Wirtschaft (Seco) erstritten. Eine Karte der Firmen, welche im Jahr 2017 über Bewilligungen für Rüstungsexporte über mehr als 100.000 Franken erhalten haben, findet sich auf der Webseite rüstungsreport.ch.